# سفیان (استان باتنه)
سفیان (به عربی: سفیان) یک شهرداری در الجزایر است که در استان باتنه واقع شده‌است.